# موریس کلوش
موریس کلوش (انگلیسی: Maurice Cloche؛ ۱۷ ژوئن ۱۹۰۷ – ۲۰ مارس ۱۹۹۰) یک کارگردان، فیلم‌نامه‌نویس، تهیه‌کننده و عکاس اهل فرانسه بود.
فیلم آقای ونسان به کارگردانی او در سال ۱۹۴۸ میلادی، برندهٔ جایزه اسکار بهترین فیلم خارجی‌زبان شد.